# Bindu (chakra)
Bindu (बिन्दु) is Sanskriet voor druppel en is in het tantrisme (shaktisme) het zevende chakra van in totaal acht chakra's die lichamelijke, emotionele en spirituele componenten bevatten.
Andere, ook in het westen veelal overgenomen tradities binnen het hindoeïsme en yoga gaan uit van zeven chakra's.
Volgende de spirituele overlevering, bevindt Bindu zich in het energetisch continuüm tussen het zesde chakra Ajna en het in dit geval achtste chakra Sahasrara en vormt het reservoir voor lichaam en geest voor ananda, wat Sanskriet is voor vreugde en extase.
Bindu verwijst naar het aspect van de anatomie van het subtiele lichaam die bestaat uit druppels en winden: "de druppels en winden zijn kenmerken van het menselijke energiesysteem en hebben verschillende maten van subtiliteit."
Volgens de filosofie van de tantraschool van het shaktisme, wordt uitgegaan van het bestaan van een Binduchakra, aan de achterkant van het hoofd, in het deel waar Brahmanen een stukje haar laten groeien. Er wordt echter in het algemeen weinig notitie gemaakt in traditionele chakrologieën.
Van dit centrum wordt ook gezegd dat er Binduvocht wordt geproduceerd, waar zowel onsterfelijke nectar van gemaakt kan worden, als dodelijk vergif. Vanwege de ontwaking, wordt het daarom ook wel met de Vishuddhachakra (het vijfde chakra) geassocieerd.